# ČZ 805 BREN
ČZ 805 BREN là loại súng trường xung kích có thể dùng nhiều loại đạn được giới thiệu lần đầu vào năm 2009, nó được xem như mẫu có thể dùng để thay thế cho các khẩu Sa vz. 58 trong lực lượng quân đội Cộng hòa Séc. Súng đã được chọn để làm loại súng tiêu chuẩn cho quân đội Séc vào đầu năm 2010 với hợp đồng sản xuất được giao cho nhà máy sản xuất vũ khí nổi tiếng ČZ-UB tại thành phố Uhersky Brod.

## Thiết kế
ČZ 805 sử dụng cơ chế nạp đạn bằng khí nén có thể điều phối bằng tay với thoi nạp đạn xoay, được thiết kế dưới dạng từng khối có thể tháo ráp để sử dụng nhiều loại đạn khác nhau và với từng loại đạn khác nhau sẽ một bộ khóa nòng thích hợp. CZ-805 được chia làm hai phần trên và dưới, phần trên của súng được làm bằng hợp kim nhôm còn phần dưới được làm bằng nhựa tổng hợp. Bộ phận gắn hộp đạn có thể tháo ra thay nhanh chóng kể cả khi đang chiến đấu để thay bằng các loại đạn thích hợp với điều kiện chiến đấu. Nòng súng cũng có thể tháo lắp nhanh chóng với các chiều dài và cỡ đạn khác nhau tùy vào yêu cầu của nhiệm vụ.
Nút khóa an toàn cũng là nút chọn chế độ bắn được đặc ở cả hai bên thân súng với các chế độ là an toàn, từng viên, hai viên và tự động. Nút kéo lên đạn có thể đặc ở cả hai bên thân súng tùy vào ý muốn của xạ thủ. Súng sử dụng hộp đạn rời 30 làm bằng nhựa trong để xạ thủ có thể xem còn bao nhiêu đạn, ngoài loại hộp đạn tiêu chuẩn súng còn có các loại hộp đạn khác từ 20 đến 100 viên. Về tiêu chuẩn súng sử dụng đạn 5.56×45mm NATO nhưng có thể thay đổi để sử dụng đạn 7.62×39mm và 6.8×43mm.
Hệ thống nhắm cơ bản của súng là điểm ruồi có thể gấp vào mở ra và trên thân súng có thanh răng để lắp các hệ thống nhắm phù hợp như hệ thống nhắm điểm đỏ, hệ thống nhìn đêm, hệ thống nhắm laser hay ống nhắm... tùy yêu cầu. Báng súng có thể gấp lại để tiết kiệm không gian khi di chuyển hoặc cũng có thể tháo ra nhanh chóng nếu có yêu cầu tối đa về độ gọn. Một hệ thống ống phóng lựu và lưỡi lê riêng cũng được phát triển để gắn vào súng.